# Axbergs socken
Axbergs socken i Närke ingick i Örebro härad, ingår sedan 1971 i Örebro kommun och motsvarar från 2016 Axbergs distrikt.
Socknens areal är 97,26 kvadratkilometer, varav 92,13 land. År 2000 fanns här 2 061 invånare. Tätorten Ölmbrotorp samt kyrkbyn Axberg med Axbergs kyrka ligger i socknen.

## Administrativ historik
Axbergs socken har medeltida ursprung. 
Vid kommunreformen 1862 övergick socknens ansvar för de kyrkliga frågorna till Axbergs församling och för de borgerliga frågorna till Axbergs landskommun. Landskommunen utökades 1952 som 1971 uppgick i Örebro kommun. Församlingen utökades 2002.
1 januari 2016 inrättades distriktet Axberg, med samma omfattning som församlingen hade 1999/2000.  
Socknen har tillhört fögderier, tingslag och domsagor enligt vad som beskrivs i artikeln Närke.

## Geografi
Axbergs socken ligger norr om Örebro med sjön Lången i sydväst, sjön Väringen i nordväst, Dyltaån i norr och skogstrakten Käglan i öster. Genom mellersta Axberg sträcker sig Örebroåsen i nord-sydlig riktning. Socknen består av slättbygd och skogsbygd.
Socknen gränsade i norr till Nora socken och Ervalla socken, i öster till Ödeby socken och Glanshammars socken, i söder till Rinkaby socken och Hovsta socken, och i väster till Kils socken.
Dylta bruks herrgård ligger i den östra delen av området. Här låg tidigare Dylta svavelbruk. Axbergshammars säteri, som fram till 1858 var plats för stångjärnshammare, ligger i norra delen. Kvinnerstaskolan, ett naturbruksgymnasium som drivs av Örebro kommun, ligger i södra delen av Axberg. Vid Kvinnerstatorp fanns Dylta kalkbruk under åren 1923-1975. Verksamheten sysselsatte som mest 150 man och ägdes av AB Strå Kalkbruk. Av kalkbrytningen återstår två gamla kalkbrott, varav det ena under sommaren används som badplats.
Norr om Kvinnerstaskolan ligger Gammelgården från 1600- eller möjligen 1500-talet. Denna gård är säte för Axberg-Hovsta hembygdsförening.

## Fornlämningar
Boplatser från stenåldern är funna liksom några mindre gravfält och spridda gravar från järnåldern.

## Namnet
Namnet (1314 Axaberg) har i efterleden berg syftande på höjden där kyrkan ligger. Förleden har oklar tolkning.

## Befolkningsutveckling
| Befolkningsutvecklingen i Axbergs socken 1780–1990                                                      | Befolkningsutvecklingen i Axbergs socken 1780–1990 | Befolkningsutvecklingen i Axbergs socken 1780–1990 | Befolkningsutvecklingen i Axbergs socken 1780–1990 | Befolkningsutvecklingen i Axbergs socken 1780–1990 |
| --- | -------------------------------------------------- | -------------------------------------------------- | -------------------------------------------------- | -------------------------------------------------- |
| |                                                    |                                                    |                                                    |                                                    |
| År |                                                    |                                                    | Folkmängd                                          |                                                    |
| 1780 | 1780                                               |                                                    | 935                                                |                                                    |
| 1790 | 1790                                               |                                                    | 984                                                |                                                    |
| 1800 | 1800                                               |                                                    | 1 024                                              |                                                    |
| 1810 | 1810                                               |                                                    | 1 089                                              |                                                    |
| 1820 | 1820                                               |                                                    | 1 178                                              |                                                    |
| 1830 | 1830                                               |                                                    | 1 392                                              |                                                    |
| 1840 | 1840                                               |                                                    | 1 450                                              |                                                    |
| 1850 | 1850                                               |                                                    | 1 423                                              |                                                    |
| 1860 | 1860                                               |                                                    | 1 676                                              |                                                    |
| 1870 | 1870                                               |                                                    | 1 972                                              |                                                    |
| 1880 | 1880                                               |                                                    | 1 925                                              |                                                    |
| 1890 | 1890                                               |                                                    | 1 893                                              |                                                    |
| 1900 | 1900                                               |                                                    | 1 843                                              |                                                    |
| 1910 | 1910                                               |                                                    | 1 786                                              |                                                    |
| 1920 | 1920                                               |                                                    | 1 816                                              |                                                    |
| 1930 | 1930                                               |                                                    | 1 879                                              |                                                    |
| 1940 | 1940                                               |                                                    | 1 649                                              |                                                    |
| 1950 | 1950                                               |                                                    | 1 637                                              |                                                    |
| 1960 | 1960                                               |                                                    | 1 545                                              |                                                    |
| 1970 | 1970                                               |                                                    | 1 445                                              |                                                    |
| 1980 | 1980                                               |                                                    | 1 800                                              |                                                    |
| 1990 | 1990                                               |                                                    | 2 010                                              |                                                    |
| Anm: Källor: Umeå universitet - Tabellverket 1749-1859, Demografiska databasen, CEDAR, Umeå universitet |                                                    |                                                    |                                                    |                                                    |